# UEFA Women's Nations League 2025 - Lega B
Questa voce raccoglie un approfondimento sulle gare della Lega B dell'UEFA Women's Nations League 2025. La fase a gironi della Lega B si disputerà dal 19 febbraio al 3 giugno 2025.

## Formato
Nella Lega B partecipano le 7 squadre classificate dal ventunesimo al ventisettesimo posto nella classifica finale delle qualificazioni al campionato europeo femminile di calcio 2025, alle quali si aggiungono le 4 retrocesse dalla Lega A (classificate 13-16) e le 5 promosse dalla Lega C (classificate 33-37); le 16 partecipanti vengono divise in quattro gruppi da quattro squadre ciascuno. Ogni squadra giocherà sei partite nel proprio gruppo affrontando le altre tre squadre in casa e in trasferta in tre finestre a febbraio, aprile e maggio/giugno 2025. Le vincitrici dei quattro gruppi saranno promosse nella Lega A. La competizione fungerà inoltre come una fase preliminare delle qualificazioni al campionato mondiale 2027, che saranno strutturate anch'esse in leghe. Le quattro ultime classificate dei gruppi retrocederanno in Lega C nelle qualificazioni al mondiale 2027. Le seconde classificate disputeranno dei play-off contro le terze dei gruppi della Lega A mentre le terze classificate disputeranno dei play-out contro le seconde dei gruppi della Lega C.

## Squadre partecipanti
Le squadre sono state assegnate alla Lega B in base al ranking a conclusione della fase a gironi delle qualificazioni all'europeo 2025. Le urne per il sorteggio, composte da quattro squadre ciascuna, sono state anch'esse composte in base al ranking. 
| Squadra   | Rank |
| --------- | ---- |
| Finlandia | 13   |
| Rep. Ceca | 15   |
| Irlanda   | 15   |
| Polonia   | 16   |

| Squadra          | Rank |
| ---------------- | ---- |
| Serbia           | 21   |
| Ucraina          | 22   |
| Irlanda del Nord | 23   |
| Turchia          | 24   |

| Squadra              | Rank |
| -------------------- | ---- |
| Croazia              | 25   |
| Ungheria             | 26   |
| Bosnia ed Erzegovina | 27   |
| Slovenia             | 33   |

| Squadra     | Rank |
| ----------- | ---- |
| Romania     | 34   |
| Bielorussia | 35   |
| Grecia      | 36   |
| Albania     | 37   |

## Gruppo 1

### Classifica
| Pos | Squadra              | Pt | G | V | N | P | GF | GS | DR  |
| --- | -------------------- | -- | - | - | - | - | -- | -- | --- |
| 1   | Polonia              | 16 | 6 | 5 | 1 | 0 | 16 | 2  | +14 |
| 2   | Irlanda del Nord     | 8  | 6 | 2 | 2 | 2 | 6  | 10 | -4  |
| 3   | Bosnia ed Erzegovina | 5  | 6 | 1 | 2 | 3 | 9  | 12 | -3  |
| 4   | Romania              | 4  | 6 | 1 | 1 | 4 | 3  | 10 | -7  |

### Risultati
| Arbitro: | Catarina Campos |

|                                                             |           |  |
| Olar 38’ (aut.) Milinković 48’ Gačanica 79’ Krajšumović 86’ | Marcatori |  |

| Arbitro: | Emanuela Rusta |

|                           |           |  |
| Kamczyk 17’ Achcińska 20’ | Marcatori |  |

| Arbitro: | Fabienne Michel |

|  |           |             |
|  | Marcatori | 84’ Padilla |

| Arbitro: | Caroline Lanssens |

|                                 |           |                         |
| McPartlan 15’ Magill 89’, 90+2’ | Marcatori | 46’ Ekić 49’ Milinković |

| Arbitro: | Katalin Sipos |

|                                                                  |           |                 |
| Pajor 15’, 47’ Achcińska 49’ Słowińska 77’ Wiankowska 89’ (rig.) | Marcatori | 40’ Krajšumović |

| Arbitro: | Sandra Bastos |

|             |           |             |
| Čiolačų 38’ | Marcatori | 33’ Maxwell |

| Arbitro: | Deborah Bianchi |

|                 |           |                   |
| Krajšumović 65’ | Marcatori | 90+1’ Zawistowska |

| Arbitro: | Shona Shukrula |

|         |           |  |
| Weir 8’ | Marcatori |  |

| Arbitro: | Olivia Tschon |

|                     |           |  |
| Olar 45+3’ Carp 60’ | Marcatori |  |

| Arbitro: | Minka Vekkeli |

|  |           |                                         |
|  | Marcatori | 5’, 9’ Pajor 28’ Tomasiak 47’ Achcińska |

| Arbitro: | Hristiyana Guteva |

|                 |           |            |
| Krajšumović 29’ | Marcatori | 23’ Magill |

| Arbitro: | Aleksandra Česen |

|                                      |           |  |
| Kamczyk 45’ Tomasiak 82’, 90’ (rig.) | Marcatori |  |

## Gruppo 2

### Classifica
| Pos | Squadra  | Pt | G | V | N | P | GF | GS | DR  |
| --- | -------- | -- | - | - | - | - | -- | -- | --- |
| 1   | Slovenia | 15 | 6 | 5 | 0 | 1 | 12 | 2  | +11 |
| 2   | Irlanda  | 15 | 6 | 5 | 0 | 1 | 10 | 6  | +3  |
| 3   | Turchia  | 6  | 6 | 2 | 0 | 4 | 3  | 7  | -4  |
| 4   | Grecia   | 0  | 6 | 0 | 0 | 6 | 2  | 12 | -10 |

### Risultati
| Arbitro: | Nanna Løf Andersen |

|           |           |                         |
| Sarri 26’ | Marcatori | 33’ Sternad 67’ Kramžar |

| Arbitro: | Réka Molnar |

|              |           |  |
| Carusa 45+3’ | Marcatori |  |

| Arbitro: | Miriama Bočková |

|            |           |  |
| Keskin 33’ | Marcatori |  |

| Arbitro: | Michalina Diakow |

|                                          |           |  |
| Prašnikar 3’, 28’ Kramžar 34’ Kajzba 82’ | Marcatori |  |

| Arbitro: | Jelena Pejković |

|  |           |                                                  |
|  | Marcatori | 49’ Sheva 61’ Carusa 74’ Stapleton 90+3’ Barrett |

| Arbitro: | Victoria Beyer |

|                                            |           |  |
| Kolbl 29’ Kramžar 36’ Prašnikar 65’ (rig.) | Marcatori |  |

| Arbitro: | Fabienne Michel |

|  |           |             |
|  | Marcatori | 62’ Kramžar |

| Arbitro: | Franziska Wildfeuer |

|                              |           |           |
| Barrett 9’ (rig.) Patten 50’ | Marcatori | 72’ Sarri |

| Arbitro: | Réka Molnar |

|                           |           |  |
| Kramžar 24’ Prašnikar 50’ | Marcatori |  |

| Arbitro: | Kristina Georgieva |

|            |           |                             |
| Hançar 49’ | Marcatori | 80’ (aut.) Şeker 89’ Murphy |

| Arbitro: | Miriama Bočková |

|            |           |  |
| Noonan 19’ | Marcatori |  |

| Arbitro: | Maïka Vanderstichel |

|  |           |            |
|  | Marcatori | 42’ Hançar |

## Gruppo 3

### Classifica
| Pos | Squadra     | Pt | G | V | N | P | GF | GS | DR |
| --- | ----------- | -- | - | - | - | - | -- | -- | -- |
| 1   | Serbia      | 14 | 6 | 4 | 2 | 0 | 7  | 1  | +6 |
| 2   | Finlandia   | 10 | 6 | 3 | 1 | 2 | 8  | 2  | +6 |
| 3   | Ungheria    | 4  | 6 | 1 | 1 | 4 | 2  | 6  | -4 |
| 4   | Bielorussia | 3  | 6 | 0 | 3 | 3 | 0  | 8  | -8 |

### Risultati
| Arbitro: | Michaela Pachtova |

|                        |           |  |
| Damnjanović 43’ (rig.) | Marcatori |  |

| Arbitro: | Sandra Bastos |

|  |           |                      |
|  | Marcatori | 57’ Csiki 78’ Csányi |

| Arbitro: | Hristiyana Guteva |

|  |           |                   |
|  | Marcatori | 7’ (rig.) Nyström |

| Stara Pazova 25 febbraio 2025, ore 18:00 UTC+2 | Serbia        | 0 – 0 referto | Bielorussia | Serbian FA Sports Center (215 spett.)\| Arbitro: \| Olivia Tschon \| |
| Arbitro:                                       | Olivia Tschon |               |             |                                                                      |

| Novara 4 aprile 2025, ore 17:00 UTC+2 | Finlandia      | 0 – 0 referto | Bielorussia | Stadio Silvio Piola (0 spett.)\| Arbitro: \| Emanuela Rusta \| |
| Arbitro:                              | Emanuela Rusta |               |             |                                                                |

| Arbitro: | Caroline Lanssens |

|  |           |             |
|  | Marcatori | 69’ Matejić |

| Arbitro: | Angelika Söder |

|                                        |           |  |
| Koivisto 18’ Sällström 39’ Franssi 88’ | Marcatori |  |

| Arbitro: | Henrikke Nervik |

|  |           |                                 |
|  | Marcatori | 24’, 90+1’ Matejić 75’ Ivanović |

| Arbitro: | Kirsty Dowle |

|              |           |  |
| Poljak 90+6’ | Marcatori |  |

| Arbitro: | Merima Čelik |

|  |           |                               |
|  | Marcatori | 8’ Franssi 66’, 73’ Sällström |

| Seghedino 3 giugno 2025, ore 19:00 UTC+2 | Ungheria            | 0 – 0 referto | Bielorussia | Szent Gellért Fórum (1 613 spett.)\| Arbitro: \| Ana Maria Terteleac \| |
| Arbitro:                                 | Ana Maria Terteleac |               |             |                                                                         |

| Arbitro: | Sandra Bastos |

|             |           |                 |
| Lehtola 71’ | Marcatori | 84’ (aut.) Roth |

## Gruppo 4

### Classifica
| Pos | Squadra   | Pt | G | V | N | P | GF | GS | DR  |
| --- | --------- | -- | - | - | - | - | -- | -- | --- |
| 1   | Ucraina   | 13 | 6 | 4 | 1 | 1 | 8  | 6  | +2  |
| 2   | Rep. Ceca | 13 | 6 | 4 | 1 | 1 | 17 | 4  | +13 |
| 3   | Albania   | 6  | 6 | 2 | 0 | 4 | 10 | 12 | -2  |
| 4   | Croazia   | 3  | 6 | 1 | 0 | 4 | 4  | 17 | -13 |

### Risultati
| Arbitro: | Franziska Wildfeuer |

|               |           |                          |
| Berisha 90+5’ | Marcatori | 31’ Ovdijčuk 48’ Kozlova |

| Arbitro: | Abigail Byrne |

|  |           |                                                        |
|  | Marcatori | 15’ Stašková 18’ Khýrová 29’ Krejčiříková 63’ Svitková |

| Arbitro: | Kristina Georgieva |

|                                                     |           |                 |
| Svitková 34’, 42’ Bartoňová 45+2’, 62’ Stašková 60’ | Marcatori | 24’ (rig.) Doçi |

| Arbitro: | Shona Shukrula |

|                       |           |             |
| Kotyk 2’ Kalinina 61’ | Marcatori | 69’ Nevrkla |

| Arbitro: | Alexandra Collin |

|                                                |           |  |
| Berisha 14’ Hilaj 24’ Doçi 72’ Hamonikaj 90+1’ | Marcatori |  |

| Arbitro: | Ainara Acevedo |

|              |           |  |
| Ovdijčuk 57’ | Marcatori |  |

| Arbitro: | Maria Marotta |

|               |           |                              |
| Slipčević 11’ | Marcatori | 32’ Berisha 71’ (aut.) Balog |

| Arbitro: | Minka Vekkeli |

|             |           |                   |
| Svitková 4’ | Marcatori | 19’ (rig.) Petryk |

| Arbitro: | Karoline Wacker |

|                                                                  |           |  |
| Khýrová 6’ Svitková 18’ Pochmanová 23’ Dubcová 47’ Polášková 53’ | Marcatori |  |

| Arbitro: | Caroline Lanssens |

|                            |           |             |
| Ovdiychuk 19’ Basanska 41’ | Marcatori | 10’ Berisha |

| Arbitro: | Michalina Diakow |

|               |           |                                  |
| Berisha 45+2’ | Marcatori | 87’ (rig.) Bartoňová 90’ Khýrová |

| Arbitro: | Deborah Anex |

|                           |           |  |
| Vračević 11’ Živković 52’ | Marcatori |  |

## Play-off

### Raffronto tra le terze classificate
| Pos | Gr | Squadra              | Pt | G | V | N | P | GF | GS | DR |
| --- | -- | -------------------- | -- | - | - | - | - | -- | -- | -- |
| 1   | B4 | Albania              | 6  | 6 | 2 | 0 | 4 | 10 | 12 | -2 |
| 2   | B2 | Turchia              | 6  | 6 | 2 | 0 | 4 | 3  | 7  | -4 |
| 3   | B1 | Bosnia ed Erzegovina | 5  | 6 | 1 | 2 | 3 | 9  | 12 | -3 |
| 4   | B3 | Ungheria             | 4  | 6 | 1 | 1 | 4 | 2  | 6  | -4 |

## Statistiche

### Classifica marcatrici
5 reti
- Fortesa Berisha
- Zara Kramžar

4 reti
- Sofija Krajšumović
- Kateřina Svitková
- Lara Prašnikar (1 rig.)

3 reti
- Linda Sällström
- Simone Magill
- Adriana Achcińska
- Ewa Pajor
- Paulina Tomasiak (1 rig.)
- Eva Bartoňová (1 rig.)
- Michaela Khýrová
- Andrea Stašková
- Nina Matejić
- Ol'ha Ovdijčuk

2 reti
- Megi Doçi (1 rig.)
- Marija Milinković
- Sanni Franssi
- Veatriki Sarri
- Amber Barrett (1 rig.)
- Kyra Carusa
- Ewelina Kamczyk
- Kader Hançar

1 rete
- Klea Hamonikaj
- Alma Hilaj
- Emina Ekic
- Minela Gačanica
- Kristina Nevrkla
- Ivana Slipčević
- Tea Vračević
- Barbara Živković
- Emma Koivisto
- Nea Lehtola
- Eva Nyström (1 rig.)
- Emily Murphy
- Saoirse Noonan
- Anna Patten
- Marissa Sheva
- Jessie Stapleton
- Danielle Maxwell
- Brenna McPartlan
- Kascie Weir
- Natalia Padilla
- Klaudia Słowińska
- Martyna Wiankowska (1 rig.)
- Weronika Zawistowska
- Cristina Carp
- Mihaela Čiolačų
- Kamila Dubcová
- Tereza Krejčiříková
- Aneta Pochmanová
- Aneta Polášková
- Jovana Damnjanović (1 rig.)
- Miljana Ivanović
- Allegra Poljak
- Nina Kajzba
- Špela Kolbl
- Maja Sternad
- Elif Keskin
- Olha Basanska
- Yana Kalinina
- Yana Kotyk
- Nicole Kozlova
- Anna Petryk (1 rig.)
- Diána Csányi
- Anna Csiki

1 autorete
- Maaria Roth (a favore della Serbia)
- Leonarda Balog (a favore dell'Albania)
- Florentina Olar (a favore della Bosnia ed Erzegovina)
- Busem Şeker (a favore dell'Irlanda)